# José Maria de Araújo Gomes

Armas do segundo barão de Alegrete.

José Maria de Araújo Gomes, segundo barão com grandeza de Alegrete (Rio de Janeiro, ? — 29 de setembro de 1891), foi um funcionário público brasileiro, tendo sido tesoureiro da Alfândega.
Filho de João José de Araújo Gomes, primeiro barão de Alegrete, e D. Joaquina de Oliveira Álvares, primeira baronesa consorte de Alegrete. Casou-se com D. Rosa Teixeira Bernardes, a qual morreu antes de receber o título de segunda baronesa consorte de Alegrete.

## Títulos nobiliárquicos e honrarias
Agraciado como comendador da Imperial Ordem da Rosa e fidalgo da Casa Imperial.
2º barão de Alegrete com honra de Grandeza
Título conferido por decreto imperial em 16 de fevereiro de 1867. Faz referência à cidade gaúcha de Alegrete.